# Édouard Artigas
Édouard Artigas   (10è districte de París, 26 de febrer de 1906 - Antíbol, 25 de febrer de 2001) va ser un tirador d'esgrima francès, especialista en espasa, que va competir entre les dècades de 1930 i 1950.
El 1948 va prendre part en els Jocs Olímpics d'Estiu de Londres, on guanyà la medalla d'or en la prova d'espasa per equips del programa d'esgrima.
En el seu palmarès també destaquen cinc medalles al Campionat del món d'esgrima, dues d'or i tres de plata, entres les edicions de 1937 i 1955.